# Matthäus Orasch
Matthäus Orasch (* 28. März 1846 in Duel/Dolje; † 20. Mai 1913 ebenda) war ein österreichischer Landwirt und Politiker.

## Leben
Orasch war der Sohn des Landwirts und Besitzers der Oštinik-Hube in Duel Mathias Orasch und dessen Ehefrau Agathe geborene Tscheinigg/Čajnik. Er war römisch-katholisch und heiratete am 5. August 1867 Helena Reichmann verw. Orasch (* 18. September 1835; † 9. Mai 1906). Aus der Ehe gingen vier Söhne und eine Tochter hervor.
Er lebte als Landwirt in Duel und war Ausschussmitglied des Kärntner Bauernbundes. Von 1878 bis 1908 Bürgermeister von Wernberg. Die Gemeinde Wernberg ernannte ihn zum Ehrenbürger. Daneben wurde er mit dem Goldenen Verdienstkreuz ausgezeichnet. 
Vom 22. September 1884 bis zum 2. Februar 1909 war er Abgeordneter im Kärntner Landtag. Im Landtag war er in der 
- VI. Wahlperiode von 1884 bis 1890 Mitglied des Bau- und des Verifikationsausschusses
- VII. Wahlperiode von 1890 bis 1896 Mitglied des Bau- und des Revisionsausschusses sowie der Sonderausschüsse zur Drauregulierung, zum Krankenhaus-Neubau, zur Landtagswahlreform und zum Kaiserjubiläum
- VIII. Wahlperiode von 1897 bis 1902 Mitglied des land- und volkswirtschaftlichen, des Bau-, des juridisch-politischen und des Wahlreformausschusses
- IX. Wahlperiode von 1903 bis 1909 Mitglied des Bau- und des juridisch-politischen Ausschusses.

Er gehörte dem Klub Deutschliberale/Deutsche Volkspartei/Kärntner Bauernbund an.
Vom 31. Januar 1901 bis zum 30. Januar 1907 war er Abgeordneter im Abgeordnetenhaus des Reichsrats.